# تپه دودهنک
تپه دودهنک در شهرستان خمین، بخش مرکزی، دهستان حمزه لو، روستای سرطاق واقع شده و این اثر در تاریخ ۲۰ اسفند ۱۳۸۵ با شمارهٔ ثبت ۱۸۰۰۹ به‌عنوان یکی از آثار ملی ایران به ثبت رسیده است.